# أولاد سليمان (زاوية سيدي بنحمدون)
أولاد سليمان هي إحدى مشيخات المملكة المغربية، تتبع جغرافيا لإقليم برشيد وإداريًا لزاوية سيدي بنحمدون. يقدر عدد سكانها بـ 16058 نسمة حسب الإحصاء الرسمي للسكان والسكنى لسنة 2004.